# 1550年代
1550年代（せんごひゃくごじゅうねんだい）は、西暦（ユリウス暦）1550年から1559年までの10年間を指す十年紀。

## できごと

### 1555年
- アウクスブルクの宗教和議。神聖ローマ帝国におけるルター派（プロテスタント）を容認。

### 1556年
- 1月23日 （嘉靖34年12月12日）- 華県地震 明の陝西省（現在の中国陝西省）で起きた地震。死者数約83万人。世界史上最悪の自然災害となった。
- アクバル大帝即位 （ムガル帝国）。第二次パーニーパトの戦いでスール朝残党軍を破る。

### 1558年
- エリザベス1世即位（イングランド王国）。
- 北東ヨーロッパでリヴォニア戦争が勃発（-1583年）。

### 1559年
- フランスとオーストリア及びスペイン（ハプスブルク家）がカトー・カンブレジ条約を締結し、イタリア戦争が終結。